# Bertran de la Tor
|  | No s'ha de confondre amb Bertrand de La Tour. |

Bertran de la Tor (...1200-1222) fou un trobador occità, concretament de l'Alvèrnia. Se'n conserva només una cobla d'intercanvi amb Dalfí d'Alvenha.

## Vida
Aquest trobador s'ha d'identificar amb un dels senyors de La Tor d'Auvernha. Tot i que s'havia identificat amb Bertran I, sembla que s'ha d'identificar més aviat amb Bertran II de la Tor d'Auvernha (...1200-1222). La cobla conservada és una resposta a la del Dalfí d'Alvernha, que li havia enviat una cobla, a través d'un joglar anomenat Mauret, al qual s'adreça parlant de Bertran en tercera persona, on li deia que havia abandonat valor (és a dir, que havia perdut les seves qualitats corteses). Bertan contesta, també adreçant-se a Mauret, que tal vassall correspon a tal senyor. Si estan ben transmeses per l'únic manuscrit que les conserva, les dues cobles no són mètricament idèntiques, contra el que és habitual en aquests intercanvis. Es conserva una razó per aquest intercanvi, però no aporta gaire informació més enllà de la que es dedueix dels textos.
Bertran apareix a la cobla IV de la poesia del cavalier soissebut d'Elias de Barjols: e'n Bertrans la Tor man [/] que sa dreseiza·m do e no·m soan ("i a Bertran de la Tor demano que em doni la seva rectitud i no me la refusi").

## Obra
- (92,1)[4] Mauret, al Dalfin agrada (cobla en resposta a Mauret, Bertrans a laissada del Dalfí d'Alvernha (119,5))

### Repertoris
- Alfred Pillet / Henry Carstens, Bibliographie der Troubadours von Dr. Alfred Pillet […] ergänzt, weitergeführt und herausgegeben von Dr. Henry Carstens. Halle : Niemeyer, 1933 [Bertran de la Tor és el número PC 92]